# Ново-Каменный мост
Но́во-Ка́менный мост — автодорожный железобетонный рамный мост через Обводный канал в Центральном/Фрунзенском районе Санкт-Петербурга, соединяет Безымянный остров и левый берег Обводного канала. Современный мост построен на месте акведука, существовавшего с 1820-х годов.

## Расположение
Расположен в створе Лиговского проспекта. Рядом с мостом расположен Крестовоздвиженский собор.
Выше по течению находятся Предтеченский мост, ниже — Боровой мост.
Ближайшая станция метрополитена — «Обводный канал».

## История
Первый мост на этом месте, деревянный, был построен в конце 1800-х годов, когда под руководством инженера Фёдора Герарда велись работы по прокладке Обводного канала. Основным назначением моста был пропуск вод самотечного Лиговского канала, уровень воды в котором был значительно выше, чем в Обводном. Мост-акведук получил название Ямского водопроводного. В 1814 году строительство Обводного канала возглавил инженер Пьер-Доминик Базен. По его проекту в 1816—1821 годах здесь был построен однопролётный каменный акведук. Отверстие моста длиной 25,6 м перекрывалось очень пологим гранитным сводом с деревянными водопроводными руслами для пропуска Лиговского канала. Мост был однопролётным арочным каменным, с четырьмя спускающимися к воде гранитными лестницами, гранитными тротуарами, ограждёнными чугунными перилами на металлических кронштейнах. Несмотря на последующие ремонты, архитектурный облик моста сохранялся в своём первоначальном виде.
В 1846—1848 годах произведена перестройка моста инженером путей сообщения Александром Ераковым. Воды Лиговского канала протекали теперь по открытому лотку вдоль оси моста и гранитным резервуарам на берегах канала. В 1863 году для исключения просачивания воды песчаная засыпка под проезжей частью заменена сводами.
Водяной лоток был засыпан песком в 1891 году в процессе работ по заключению Лиговского канала в трубу на участке от Таврического сада до Обводного канала. Два гранитных бассейна по обоим берегам канала были превращены в садики.
В 1902—1903 годах по распоряжению городской управы проезжая часть моста была уширена за счет выноса тротуаров на консоли. Две пары кронштейнов, поддерживающих тротуары, были скреплены попарно поперечными железными тягами, пересекающими проезжую часть под трамвайными путями. С 1914 года через мост начал ходить электрический трамвай.
На мосту были установлены чугунные перильные ограждения эклектического стиля. По оценке архитектора Михаила Бунина рисунок перил имел ярко выраженный узбекский орнамент. Историк архитектуры Владимир Курбатов так описывал ограждения моста: «они имеют вид густого переплетения прямых линий в подражание заставкам русских рукописей XIII—XIV веков». В путеводителе 1915 года автором перил моста был указан Огюст Монферран. В 1941—1942 годах перильное ограждение моста было частично разрушено артиллерийскими снарядами. Чугунные решётки были восстановлены в 1949 году силами Ленмосттреста.
В начале 1940-х годов проектным отделом Ленмосттреста (инженеры Никифоров и Саларов) был составлен проект реконструкции моста, который был отклонен, так как «архитектура моста признана тяжелой и старомодной, неприемлемой в целом и в деталях». В 1950-х годах в связи с интенсивным строительством в южных районах Ленинграда, мост уже не обеспечивал пропуск автотранспорта. Длина моста составляла 43 м, ширина — 24 м (ширина проезжей части была всего 14 м, из которых 5,3 м занимали трамвайные пути). Положение осложнялось тем, что по набережной Обводного канала пролегла трасса транзитного грузового транспорта. Все это обуславливало необходимость транспортной развязки на пересечении этих магистралей. В 1967 году инженером института «Ленгипроинжпроект» Ароном Гутцайтом и архитектором Львом Носковым был разработан проект транспортного комплекса, который помимо моста, включал туннель на северном берегу под Лиговским проспектом и двухъярусную набережную. Новая планировка набережных предусматривала сдвиг оси русла канала на 7 м, в связи с чем использование прежней конструкции моста становилось невозможным. Фонари с торшерами в виде дельфинов намечалось перенести на Сенной мост, однако эти планы не были осуществлены. Работы по строительству велись с 1967 по 1970 года силами СУ-2 треста «Ленмостострой» под руководством главного инженера О. А. Розова и старшего производителя работ Н. П. Агапова. Движение по новому мосту было открыто 7 ноября 1970 года.
В 2007 году в ходе работ по реконструкции Лиговского проспекта на мосту выполнен капитальный ремонт трамвайных путей.
Арочный Ново-Каменный мост

## Конструкция

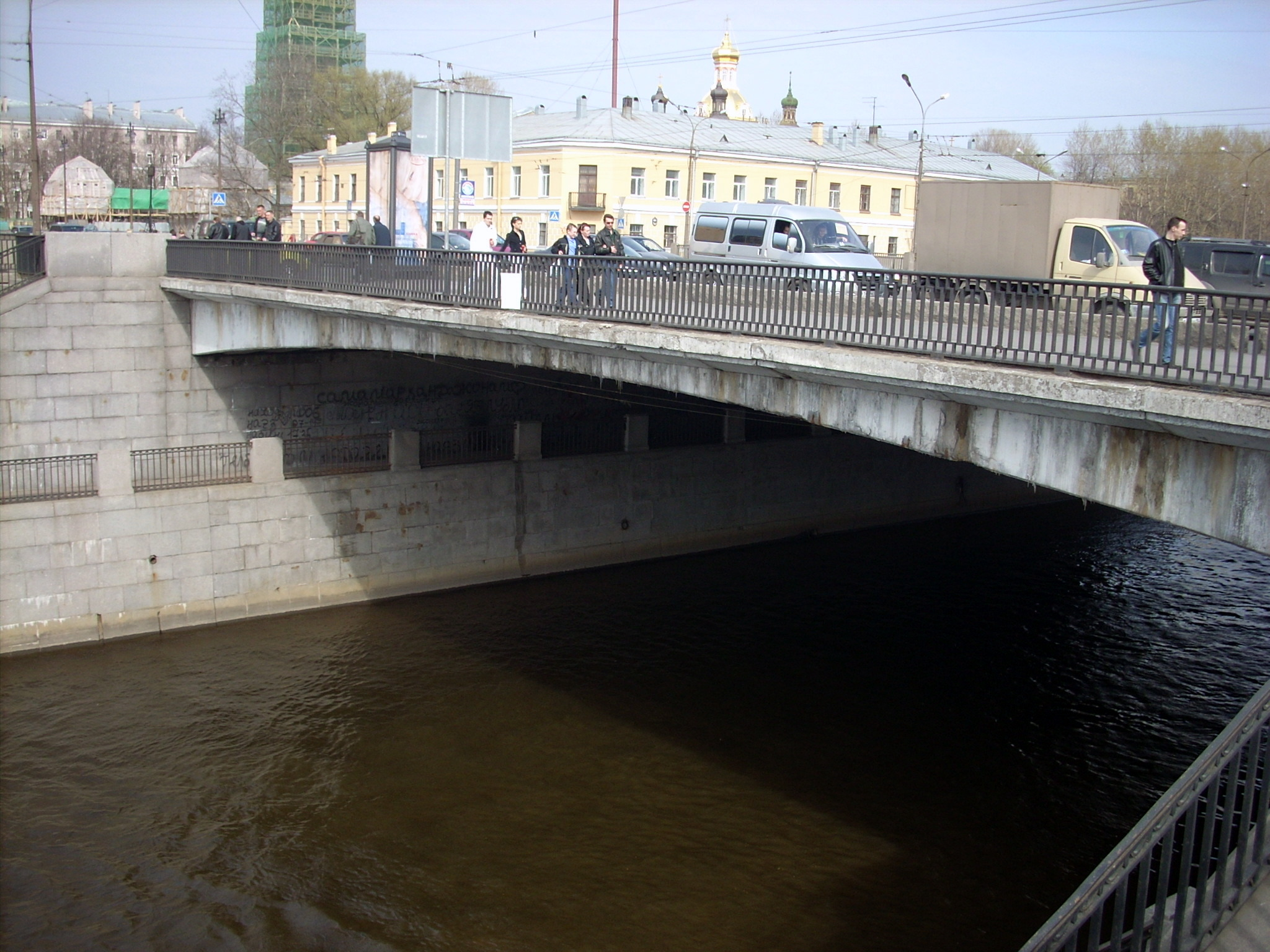
Фасад моста с низовой стороны

Мост однопролётный железобетонный рамный. По статической схеме — трёхшарнирная железобетонная рама расчётным пролётом 38 м. Пролётное строение состоит из железобетонных двутавровых балок. Всего в поперечном направлении установлено 37 балок на расстоянии между ними 1,205 м. «Ноги» рамы выполнены из монолитного железобетона. Рама покоится на высоком свайном ростверке. Четыре ряда свай наклонены «от берега», а два — «к берегу»; наклон свай 3:1. Поверхность устоев облицована гранитом. Расстояние в свету между «ногами» рам 35,25 м, а между подпорными стенами набережной первого яруса — 29,75 м. Длина моста (по задней стенке устоев) составляет 38,2 м, ширина – 44,8 м (ширина тротуаров — по 6,0 м).
Мост предназначен для движения трамваев, автотранспорта и пешеходов. Проезжая часть моста включает в себя 6 полос для движения автотранспорта и 2 трамвайных пути. Покрытие проезжей части и тротуаров — асфальтобетон. Тротуары отделены от проезжей части высоким гранитным парапетом. На мосту установлено металлическое перильное ограждение, завершающееся на устоях гранитными тумбами. С низовой и верховой стороны моста устроены гранитные лестничные спуски на нижний ярус набережной.